# Clathria kentii
Clathria kentii är en svampdjursart som först beskrevs av James Scott Bowerbank 1874.  Clathria kentii ingår i släktet Clathria och familjen Microcionidae. Inga underarter finns listade i Catalogue of Life.